# Arnold Dyck
Arnold Dyck, eigentlich Abram Bernhard Dyck (* 19. Januar 1889 in der Kolonie Hochfeld, Dnipro, Gouvernement Jekaterinoslaw, Russisches Kaiserreich; † 10. Juli 1970 in Darlaten, Deutschland) war ein plautdietscher bzw. ukrainisch-deutsch-kanadischer Autor, Herausgeber und Verleger. Dyck gilt als Begründer der Literatur der Russlandmennoniten.

## Leben
Nach einer Ausbildung an der Mennonitischen Handelsschule in Jekaterinoslaw studierte Dyck Kunstgeschichte in München, Stuttgart und St. Petersburg. Im Ersten Weltkrieg diente er beim Roten Kreuz, ehe er in Nikolaipol als Lehrer für Kunst tätig war. 1923 wanderte er mit seiner Familie nach Kanada aus und gab ab 1924 in Steinbach die Steinbach Post heraus. Später war er Begründer und Herausgeber der Zeitung Mennonitische Volkswarte (1935–1938), des Mennonitischen Jahrbuchs (1943–1944) und Mitarbeiter des mennonitischen Echo-Verlages in Winnipeg. Seine letzten Lebensjahre verbrachte er bei seiner Tochter in Deutschland.

## Werk (Auswahl)
Dyck war einer der jüngeren Autoren in der Tradition Fritz Reuters, der die niederdeutsche Sprache als literarische Sprache verwendete. Sein nostalgischer Roman Verloren in der Steppe gilt als Meisterwerk des autobiographischen Romans. Er schrieb auch eine Anzahl humoristischer Kurzgeschichten im Plattdeutsch der Russlandmennoniten (Plautdietsch), von denen Koop enn Bua opp Reise die bekannteste wurde, bis Anfang der 1960er zwei Fortsetzungen nach sich zog und ein Jahr vor Dycks Tod auch in der Reihe Niederdeutsche Stimmen als Sprechplatte erschien.
- Koop enn Bua opp Reise, 1943
- Verloren in der Steppe. Mennonitischer Bildungsroman, 5 Bände, 1944–1948[1]
- Koop enn Bua no Toronto, 1948
- Dee Millionää von Kosefeld, 1949
- Onse Lied, 1952
- Koop enn Bua enn Dietschlaund, 1961
- Gesammelte Werke, 4 Bände, Manitoba Mennonite Historical Society, Steinbach (Manitoba) 1985–1990

1. Verloren in der Steppe. Aus meinem Leben. 1985

- Gesammelte Gedichte und Prosa, herausgegeben von V. G. Doerksen, 1987